# Prezumția de încredințare către tată
Prezumția de încredințare către tată (numită și preferința paternă) reprezintă o situație în care copiii dintr-un divorț erau acordați aproape automat tatălui, acesta fiind considerat a fi proprietarul lor. Această prezumție a fost regula în materia încredințării minorilor pentru țările creștine, până spre sfârșitul secolului al XIX-lea și începutul secolului XX, moment în care treptat s-a instaurat prezumția de încredințare către mamă. Prezumția de încredințare către tată continuă să fie utilizată foarte des și în prezent de către judecătorii din țările musulmane unde rolul și autoritatea tatălui sunt respectate.
| “ | Comitetul și-a exprimat punctul de vedere în comentariile adresate Iordaniei și statului Burundi: Comitetul este preocupat de faptul că principiul general referitor la interesul superior al copilului, conținut în articolul 3 al Convenției, nu este considerat o prioritate, inclusiv în problemele legate de codul familiei (…) Comitetul este preocupat de tendința puternică care se manifestă în favoarea taților, în cazurile de dispută asupra tutelei copilului. Comitetul recomandă ca Statul Parte să se asigure că decizia acordării tutelei copilului unuia dintre părinți a fost luată prin respectarea interesului superior al copilului, cu participarea copilului și luând în considerare nevoile emoționale ale acestuia (...) Orice dogmă inflexibilă de definire a interesului superior", prin care de exemplu se menționează că, copiii trebuie să rămână cu mamele sau cu tații, trebuie privită ca potențial discriminatorie și în dezacord cu Convenția. (…) tendința de a oferi mamelor custodia bebelușului sau copilului mic, deși comună în multe țări și protejată în special în societățile patriarhale, nu își găsește locul în cadrul Convenției)" | ” |
| — Manualul pentru implementarea Convenției cu privire la drepturile copilului – UNICEF – 2005, capitolul 9, pagina 163 | |   |

## Țări unde operează prezumția de încredințare către tată
Prezmția de încredințare către tată operează în multe țări din orient și Africa. De exemplu în Senegal.  

## Interesul superior al minorului față de variatele prezumții de încredințare
Viziunea modernă cu privire la încredințarea minorilor se bazează pe conceptul de interes superior al copilului care a fost introdus în doctrina juridică de a valida prezumțiile de încredințare indiferent dacă este vorba de  prezumția de încredințare către tată, prezumția de încredințare către mamă ori prezumția de autoritate părintească comună. Chiar și în condițiile în care prezumția de autoritate părintească comună a eliminat prezumția de încredințare către mamă, ea însăși trebuie cercetată de către instanță prin prisma interesului superior al copilului, înainte ca instanța să decidă cu privire la relațiile dintr părinți și copii în urma divorțului.
| “ | Așa cum s-a discutat, referitor la articolul 9 (vezi pagina 163), în astfel de cazuri legea nu trebuie să facă prezumții inflexibile asupra priorității unuia dintre părinți - motivele pentru luarea deciziei ar trebui să se axeze pe interesul superior al copilului. (...) Articolul 23(4) din Pactul Internațional cu privire la Drepturile Civile și Politice prevede ca Statele Părți „să ia măsuri corespunzătoare pentru garantarea egalității în drepturi și responsabilități a soților la căsătorie, în timpul căsătoriei și după destrămarea acesteia". Comitetul pentru Drepturile Omului precizează într-un Comentariu General: „In cadrul mariajului, soții trebuie să aibă drepturi și responsabilități egale în familie. Această egalitate se extinde asupra tuturor problemelor ce rezultă din relația lor... Această egalitate continuă să se aplice și în cadrul aranjamentelor făcute la separarea lor legală sau la dizolvarea căsătoriei... Astfel, trebuie interzis orice tratament discriminatoriu referitor la motivele și procedurile de separare sau divorț, la custodia copilului... drepturile de vizitare, pierderea sau recuperarea autorității parentale, ținându-se cont de faptul că interesele copilului trebuie să primeze | ” |
| — Manualul pentru implementarea Convenției cu privire la drepturile copilului – UNICEF – 2005, capitolul 18, pagina 297 | |   |